# 3752 Камило
3752 Камило (енгл. 3752 Camillo) је Аполо астероид са средњом удаљеношћу од Сунца која износи 1,413 астрономских јединица (АЈ).
Апсолутна магнитуда астероида је 15,5.